# Ginés de Haro y Haro
Ginés de Haro y Haro (1873-1967) fue un político y periodista español.

## Biografía
Nacido en Almería en 1873, realizó estudios universitarios de derecho. Fue abogado de profesión. Llegó a ser secretario de la junta provincial almeriense de la Liga Española contra el Duelo. Persona de ideología conservadora, a la caída de la Dictadura de Primo de Rivera, en febrero de 1930 fue nombrado alcalde de Almería. Sin embargo, en septiembre de ese año dimitiría con su cargo a consecuencia de los conflictos que mantuvo con el gobernador civil, Francisco Fontes Alemán.
Ginés de Haro también destacó en la labor periodística. En noviembre de 1930 fundó el diario Heraldo de Almería, publicación de marcado carácter conservador de la que llegaría a ser director y propietario. Diario de marcada línea monárquica, desde las páginas de la publicación Ginés de Haro realizaría numerosos ataques contra los políticos locales republicanos. En el periodo de la Segunda República llegó a militar en el partido Acción Nacional.